# Mana Neyestani

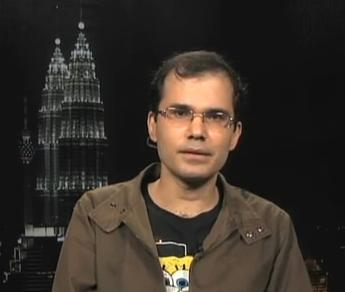
Mana Neyestani (2010)

Mana Neyestani (persisch مانا نیستانی; * 1973 in Teheran) ist ein iranischer Comiczeichner, Illustrator und Designer und gehört den Azeri, der Aserbaidschanisch sprechenden Bevölkerungsgruppe im Iran, an. Er arbeitete im Iran für unterschiedliche Zeitungen, Zeitschriften und Websites. Er ist heute speziell bekannt für seine Zeichnungen in der Zeitschrift Zan und im iranischen Exil-Sender Radio Zamaneh.
Er gilt als „einer der wichtigsten politischen Karikaturisten des Iran“. Manas Bruder Touka Neyestani ist ebenfalls Comiczeichner, ihr Vater Manouchehr war ein bekannter iranischer Poet. Neyestani lebt zurzeit mit seiner Frau in Paris.

## Biografie
Mana Neyestani ging in Teheran ans Motahary-Gymnasium mit Schwerpunkt Mathematik und Physik und erwarb 1998 einen Master-Abschluss als Bauingenieur an der Universität der Künste in Teheran.
1990 begann er, Comics und Cartoons für das Monatsmagazin San’ate Haml-o-Naghl zu zeichnen. Er publizierte seine Illustrationen und Cartoons anschließend jahrelang in unterschiedlichen Zeitschriften und Zeitungen, darunter viele reformistische wie Asr-e Azadegan, Sobh-e-Emrooz, Mosharekat, Azad, Neshat und Aftab-e-Emrooz.
Unter dem Titel Lachen ist nicht verboten erschien 2000 die erste Sammlung seiner Karikaturen als Buch und 2001 sein erstes Comic, Das Gespensterhaus. Im selben Jahr begann Neyestani auch als Filmkritiker und als Illustrator einer Kinderzeitschrift zu arbeiten.
2005 zeichnete er das Storyboard für einen iranischen Film mit dem Titel Wer tötete Amir?

## Die iranische Kakerlaken-Cartoon-Kontroverse
Am 12. Mai 2006 verursachte eine Karikatur von Neyestani in den Jugendseiten einer iranischen Zeitung einen Aufruhr unter den Azeri, da die Karikatur eine Azeri sprechende Kakerlake zeigte. Das gesagte Wort stammte zwar „ursprünglich aus dem Aserbaidschanisch-Türkischen, es bedeutet aber auch im Alltags-Farsi ‚Wie bitte‘“, erläutert der Zeichner.
Das Missverständnis löste in den von Azeri dominierten Städten Täbris, Urmia, Zandschan und Naghadeh teilweise gewalttätige Unruhen aus und ging als die „iranische Kakerlaken-Cartoon-Kontroverse“ in die Geschichte ein. Dabei wurden laut Amnesty International „Hunderte, wenn nicht Tausende verhaftet und mehrere Protestierende von den Sicherheitskräften getötet“.¨Es gab diverse Gerüchte und Aussagen über Einmischungen ausländischer Kräfte, namentlich der CIA, von Aserbaidschan und der Türkei.
Neyestani und sein Chefredakteur Mehrdad Ghasemfar wurden als Folge der Unruhen verhaftet und die Zeitschrift verboten. Die beiden verbrachten 50 Tage in Einzelhaft im Evin-Gefängnis und der Zeichner entschuldigte sich schriftlich, musste aber dennoch mit seiner Frau nach Malaysia flüchten.

## Im Exil
2009 begann er, seinen Gefängnisaufenthalt in seiner ersten Graphic Novel Ein iranischer Alptraum zu verarbeiten. Das schwarz-weiße Werk kann nach seinem kafkaesken Erlebnis auch als schwarzhumorige Satire auf Franz Kafkas Figur Gregor Samsa und den heutigen Iran verstanden werden: „Wer im Iran denkt, er habe ein Privatleben oder ein Recht auf Freiheit, gilt als Oppositioneller.“
Das Buch erschien 2012 in Frankreich und erhielt viel Lob für seine amüsierte Distanz, die Tragikomik und die Sensibilität, und Plantu, Karikaturist der Le Monde, stellte Neyestani seinen Platz für einen Tag zur Verfügung; auch Neyestanis berühmte Landsfrau Marjane Satrapi schätzt Neyestani hoch ein: „Er ist ein sehr guter Künstler“.
In Malaysia erwarb er einen M.A. in visueller Gestaltung an der Universität Malaya und zeichnete gleichzeitig für die Internet-Magazine Radiozamaneh und Mardomak. Nach drei Jahren in Malaysia konnte er 2010 dank der Organisation Reporter ohne Grenzen nach Frankreich migrieren.
Neyestani ist in Paris als Gastautor des International Cities of Refuge Network (ICORN) tätig. Neyestani gehört heute noch immer zu den populärsten Cartoonisten im Iran und verzeichnet 135’000 Freunde auf seiner Facebook-Seite.

## Stil
Neyestanis Zeichenstil erinnert an George Grosz und Otto Dix. „Grosz bewundere ich“, sagt der Zeichner selbst und nennt als weitere Vorbilder Brad Holland und den argentinischen Cartoonisten Quino.

## Werke
- Lachen ist nicht verboten, Cartoonsammlung, 2000
- politische Cartoons für Radiozamaneh, seit 2008
- Das Gespensterhaus, 2001
- Mr. Ka’s Love Puzzle, 2004
- Familie Dargir, Comic-Serie, Mardomak, seit 2009
- Ein iranischer Albtraum, Edition Moderne, Zürich 2013, ISBN 978-3-03731-106-6
- Die Spinne von Maschhad, Edition Moderne, Zürich 2018, ISBN 978-3-03731-177-6

## Auszeichnungen (Auswahl)
- Auszeichnung für speziellen Mut (Cartoonists Rights Network International), 2010
- Ehrendiplom (7. internationaler Cartoon Wettbewerb, Teheran), 2005
- bester redaktioneller Cartoonzeichner (6. Festival der iranischen Presse, Teheran), 2000
- Ehrendiplom (4. internationaler Cartoonwettbewerb, „Fussball“, Teheran), 1999